# Enharmonik
Om två toner har samma tonhöjd men noteras på olika sätt, så kallar man tonerna enharmoniska – till exempel tonerna ess och diss. För att beteckna enharmonik i skrift kan man använda nedanstående skrivsätt:
Det ovanstående utläses: ciss är enharmoniskt lika med dess. Exempelvis behöver tonerna giss och ass inte ha samma tonhöjd vid oliksvävande temperatur. Även tonarter, intervall och ackord kan vara enharmoniska.